# Sida confusa
Sida confusa är en malvaväxtart som beskrevs av Hassler. Sida confusa ingår i släktet sammetsmalvor, och familjen malvaväxter. Inga underarter finns listade i Catalogue of Life.